# دبل كلك للناشرين
دبل كلك للناشرين (بالإنجليزية: DoubleClick for Publishers) والمعروقة اختصارا بـ DFP، كما كانت تُسمى سابقا بوثبة جوجل، هي خدمة برمجية لعرض الإعلانات على تطبيقات الهاتف من خلال جوجل، كما يُمكن أن تُستخدم بمثابة إعلان على الخوادم وتوفر مجموعة متنوعة من الميزات لإدارة عملية البيع من خلال الإعلانات عبر الإنترنت باستخدام الناشر من جهة وفريق مبيعات مختص من جهة ثانية. كما تجدر الإشارة إلى أنه وجب على الناشر ألا يبيع جميع إعلاناته لدبل كلك بيبليشر، حيث يُمكنه اختيار شبكات إعلانية أخرى (من شركة جوجل نفسها) مثل إعلانات أدسنس.

## طريقة العمل
1. يقوم المسؤول عن الموقع بإدراج وسم جوجل الناشر (بالإنجليزية: Gougle Publisher Tah) والذي يُعرف اختصارا بـ GPT داخل شفرة جافا سكريبت لصفحة الويب الخاصة بموقعه.
2. في كل مرة يقوم زائر ما بزيارة الموقع، يقوم كود جافا سكريبت بعمل وسم (يُرمز له اختصارا بـ DFP).

## أنواع الإعلانات المتاحة
دبل كلك للناشرين يميز بين نوعين من الإعلانات:
- إعلانات تقوم على أساس الوقت/المدة.
- إعلانلت تقوم على السعر.[ا]

بالنسبة للإعلانات التي تقوم على الوقت، فهي تقوم على التالي:
الإعلانات العادية
وهي الإعلانات الأكثر شيوعا وذلك بسبب بساطتها.
الإعلانات المدفوعة
عادة ما يكون هذا النوع من الإعلانات سريعا، وذلك من خلال تسريع وصولها للزوار حيث يتم عرض قسط من الإعلانات لـ 10 مُتناوبة.
الإعلانات الحصرية
هي إعلانات حصرية (كما يدل على ذلك اسمها)، حيث تقوم بالأساس على عرض هذا النوع من الإعلانات فقط واستبعاد باقي أنواع الإعلانات في صفحة الويب. فمثلا عند استخدام الإعلانات المدفوعة قد تظهر معها العادية مما يعني تقاسم الأرباح بينهما، لكن الإعلانات الحصرية تظهر وحيدة وكل الأرباح والعائدات تعود لصاحبها. عادة ما تظهر الإعلانات الحصرية ليوم واحد؛ لكن يًمكن أن تظهر لمدة أسبوع أيضا كما يُمكن أن تظهر لمدة شهر (يقوم الناشر بالتحكم في مدة ظهور الإعلانات الحصرية).
أما الإعلانات التي تقوم على السعر، فهي تتكون من التالي:
بقايا الإعلانات
كما يظهر من اسمها، فهي الإعلانات التي لا تُباع من قبل فريق المبيعات (أي لا يتم النقر عليها)، وفي هذه الحالة يكون فريق المبيعات مضطرا إلى تمريرها كإعلانات أدسنس التي تقوم على عدد الناقرين وعدد زيارات الصفحة أيضا.
إعلانات البيت
هي الإعلانات التي يديرها الناشر قصد تعزيز الخدمات الخاصة به مثل لتعزيز الاشتراك في إحدى مجلاته أو موقعه وما إلى ذلك.

## دبل كلك للناشرين
استحوذت جوجل على شركة دبل كلك في آذار/مارس 2008، ثم في وقت لاحق (تحديدا في شباط/فبراير 2010) أطلقت جوجل خدمة دبل كلك للناشرين وكذلك خدمة دبل كلك للناشرين في الأعمال التجارية الصغيرة. هذا وتجدر الإشارة إلى أن خدمة دبل كلك للناشرين قد عوضت خدمة مدير الإعلانات (أد مانادجر).

## وصلات خارجية
- موقع دبل كلك للناشرين في الأعمال التجارية الصغيرة من قبل جوجل
- أول ذكر لغام (GAM) في مدونة جوجل